# Lord-lieutenant du Perthshire
Ceci est une liste de personnes qui ont servi comme Lord Lieutenant du Perthshire. L'office a été supprimé en 1975, et remplacé par le Lord Lieutenant de Perth and Kinross.
- John Murray, 4e Duc d'Atholl 17 mars 1794 – 29 septembre 1830
- Thomas Hay-Drummond, 11e Comte de Kinnoull 18 octobre 1830 – 18 février 1866
- George Kinnaird, 9th Lord Kinnaird 26 février 1866 – 7 janvier 1878
- John Stewart-Murray, 7e Duc d'Atholl 9 février 1878 – 20 janvier 1917
- John Stewart-Murray, 8e Duc d'Atholl 15 mars 1917 – 15 mars 1942
- Kenneth Kinnaird, 12e Lord Kinnaird 28 avril 1942 – 1960
- Mungo Murray, 7e Comte de Mansfield and Mansfield 30 avril 1960 – 2 septembre 1971
- David Henry Butter 25 novembre 1971 – 1975
- Butter est devenu Lord Lieutenant de Perth and Kinross